# جيمي مان
جيمي مان (بالإنجليزية: Jimmy Mann)‏ (15 ديسمبر 1952 بجوول في المملكة المتحدة - ) هو لاعب كرة قدم بريطاني في مركز الوسط. لعب مع سكونثورب يونايتد وليدز يونايتد ونادي بارنسلي ونادي بريستول سيتي ونادي دونكاستر روفرز ونادي جوول ‏ وغولتاون ‏.

## وصلات خارجية
- جيمي مان على موقع قاعدة بيانات كرة القدم.إي يو (الإنجليزية)